# しまうま (アルバム)
『しまうま』は、1996年11月7日に発売された谷山浩子の24枚目のアルバム。

## 概要
前半は通常のスタジオ収録だが、後半は田園ホール・エローラ (埼玉県北葛飾郡松伏町中央公民館ホール) を借りて、ピアノと歌の一発録りで収録された。これは当時アルバムのレコーディングに予算が割けなかったため。
「きみが壊れた」は、ブライアン・シェリーの1993年のソロアルバム『タクシー』のジャケット写真に触発されて制作されたという。
後半に、当時プロデュースしていた岩男潤子に提供した楽曲のセルフカバーを初めて収録している。「ねこ曜日」「鳥籠姫」のアルバム『Entrance』に収録。「鳥籠姫」2番の歌詞の一部が谷山版と異なる。「空のオカリナ」は岩男の2枚目のシングルで、NHK『みんなのうた』1996年2月 - 3月度に放送された。「ハーブガーデン」はシングル『空のオカリナ』カップリング曲。

## 収録曲
- 作詞・作曲：谷山浩子（全曲）

1. 裸足のきみを僕が知ってる（編曲：石井AQ・谷山浩子）
2. 夜の一品（編曲：石井AQ・谷山浩子）
3. きみが壊れた（編曲：石井AQ・谷山浩子）
4. 月が誘う（編曲：斉藤ネコ）
5. しまうま（編曲：斉藤ネコ）
6. ねこ曜日（編曲：谷山浩子）
7. 空のオカリナ（編曲：谷山浩子）
8. ハーブガーデン（編曲：谷山浩子）
9. 鳥籠姫（編曲：石井AQ・谷山浩子）
10. はじまりの丘（編曲：石井AQ・谷山浩子）

- 編曲：石井AQ&谷山浩子（1-3, 9, 10）、斉藤ネコ（4, 5）、谷山浩子（6-8）
- プロデューサー：谷山浩子and石井AQ
- ディレクター：田中重行、長岡和弘